# Christine Keeler
Christine Margaret Keeler (Uxbridge, Middlesex, 22 de febrero de 1942-Farnborough, Hampshire; 4 de diciembre de 2017) fue una modelo y cabaretera británica. En 1963 su relación con un ministro del gobierno de Harold Macmillan desacreditó al Partido Conservador en lo que fue conocido como el caso Profumo y produjo una sonada crisis política al gobierno británico de los años 60.

## Biografía
Keeler nació en Uxbridge (condado de Middlesex). Se crio en Buckinghamshire, villa de Wraysbury, con su madre y su padrastro en una casa construida con dos vagones de tren reconvertidos.
En 1951, cuando tenía 9 años, Keeler fue enviada a una casa de vacaciones en Littlehampton porque el inspector de salud de la escuela advirtió que sufría de desnutrición. En su adolescencia sufrió abusos sexuales tanto por parte de su padrastro como de algunos amigos de éste, para los que trabajó de canguro. A los 15 años, encontró trabajo como modelo en una tienda de ropa en el Soho de Londres.
A los 17 años, dio a luz a un hijo tras una relación con un sargento de las Fuerzas Aéreas de Estados Unidos. El niño nació prematuramente el 17 de abril de 1959 y sobrevivió sólo seis días.
En el verano de 1959 abandonó Wraysbury y estuvo un tiempo con amigos en Slough y más adelante se mudó a Londres.
Trabajó como camarera en un restaurante de Baker Street donde conoció a Maureen O’Connor, que había trabajado en Murray’s Cabaret Club, en el Soho. Maureen presentó a Keeler al dueño, Percy Murray, que la contrató como cabaretera en toples (topless showgirl). Conoció a Stephen Ward y se fueron a vivir juntos como si fueran pareja, aunque ella afirmó que era una relación fraternal, como de hermanos.

I was used to men liking me but there was always a subtext which involved me getting my clothes off. The difference with Stephen was that he wanted me to sleep with other people. Powerful people.
Estaba acostumbrada a que los hombres me quisieran pero siempre había algo subliminal que implicaba que me quitara la ropa. La diferencia con Stephen era que él quería que yo me acostara con otras personas. Gente poderosa.

Durante un tiempo se fue a vivir a un piso que le puso el propietario inmobiliario Peter Rachman. Todas las tardes iba al piso para sostener relaciones intimas con Keeler de una manera rutinaria, sin romance.
Christine abandonó a Rachman por Serge, un polaco que trabajaba de asistente para Rachman.
Su amiga Mandy Rice-Davies, pasó a ser la querida de Rachman y ocupó el mismo piso.

### El caso Profumo
John Dennis Profumo nació en 1915 en el seno de una familia aristocrática. Fue educado en la elitista escuela privada de Harrow y en la Universidad de Oxford.
En 1940 fue el legislador más joven en la House of Commons. Perdió su escaño después de la Segunda Guerra Mundial, en la que alcanzó el grado de brigadier.
Volvió al Parlamento en 1950 representando a Stratford-upon-Avon.
En 1960 fue nombrado ministro de Defensa (secretary of state for war) y uno de sus objetivos fue promocionar el reclutamiento después de la supresión del servicio militar obligatorio. Se casó con la estrella de cine Valerie Hobson.
En 1961 John Profumo tenía 48 años y Christine Keeler 19.
Stephen Ward alquiló una casa de campo de Lord Astor en Cliveden (Buckinghamshire), en la que en una tarde de julio de 1961 Christine estaba nadando desnuda en la piscina. Lord Astor y John Profumo pasaron en ese momento y la vieron causando una atracción fatal para este último.
Profumo inició una relación con Keeler sin darse cuenta de que ella también se acostaba con el traficante de drogas Johnny Edgecombe y con el espía ruso Yevgeni Ivanov, que trabajaba como agregado militar en la embajada soviética
La relación de Keeler con Profumo fue cortada por el secretario del Gobierno (Cabinet Secretary), Norman Brook, tras recibir un informe de Roger Hollis, director del servicio de inteligencia MI5.
El 9 de agosto de 1961 Profumo escribió a Keeler comunicándole que no podía seguir viéndola.
En marzo de 1963 John Profumo compareció en el Parlamento y negó cualquier relación impropia (impropriety whatever) con Christine Keeler. Tres meses después fue forzado a dimitir cuando salieron a la luz detalles de la relación y Profumo admitió haber mentido al Parlamento.
Ward se suicidó el último día de su juicio en el que se le acusaba de vivir del dinero procedente de actividades inmorales.

### El retrato

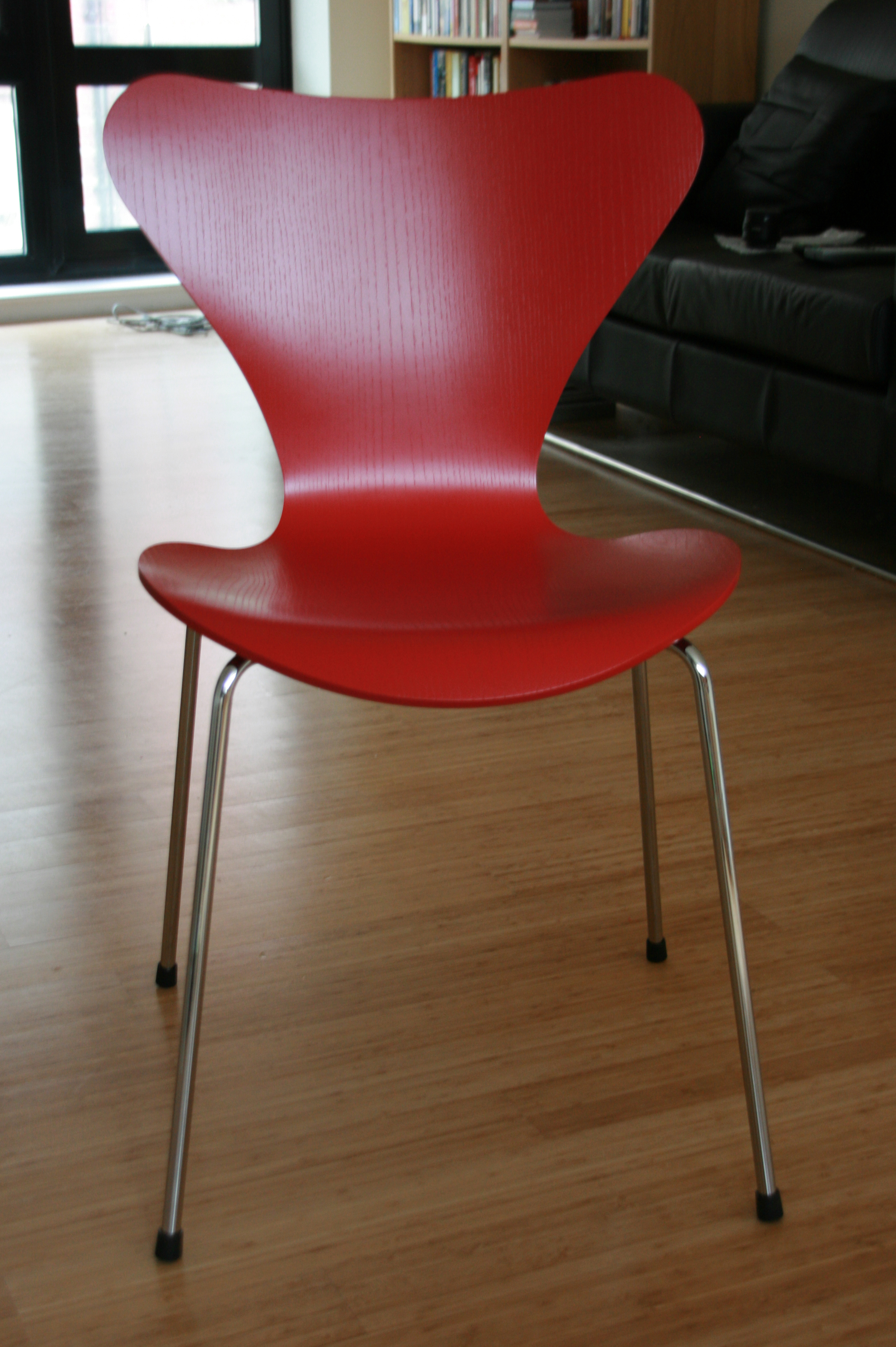
Silla Jacobsen 3107 original

En medio del caso Profumo Keeler posó en 1963 para un retrato fotográfico realizado por Lewis Morley que se hizo famoso.
La sesión de fotos en la primera planta del Establishment Club de Peter Cook era para promocionar la película The Keeler Affair, que fue exhibida solo fuera del Reino Unido.
Keeler había firmado un contrato en el que tenía que posar desnuda para las fotos publicitarias, pero estaba reacia a desnudarse.
Los productores de la película insistieron y Morley persuadió a Keeler para que se sentara a horcajadas en una silla de madera, de modo que técnicamente estaba desnuda, pero el respaldo de la silla tapaba la mayor parte de su cuerpo.
Entonces Morley y Keeler ya eran famosos, pero la fotografía hizo famosa la silla modelo 3107 de Arne Jacobsen.
La silla usada en el retrato era una imitación con un hueco en el respaldo para poder meter la mano y transportarla.
La silla del retrato está en el Victoria and Albert Museum.
La fotografía aparece en la portada del disco sencillo Telling stories (1997), de The Charlatans.

### Vida posterior

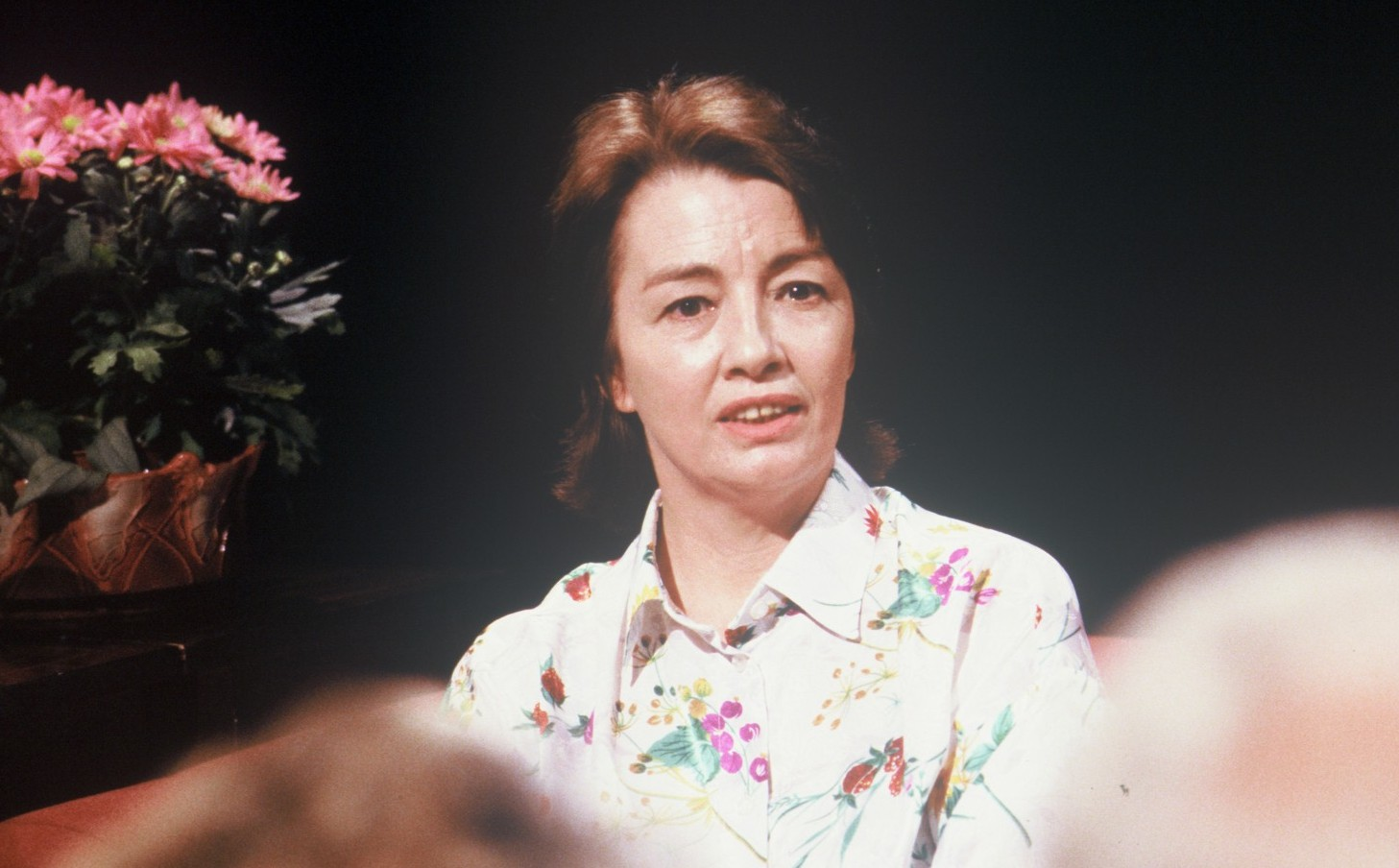
Keeler en el programa After Dark, en 1988.

El periódico News of the World le pagó 21 000 libras esterlinas. Suponía una fortuna en los años sesenta.
Se casó dos veces y en las dos ocasiones se divorció al poco tiempo. Su hijo Jimmy fue criado por la madre de Christine Keeler, Julie. Su hijo menor Seymour está casado y vive fuera del Reino Unido. Keeler dijo que sus hijos no querían estar asociados con una «maldita puta» (bloody whore). Julie, su madre, no habló con ella durante años.
En julio de 2013 declaró que no había estado con ningún hombre en 22 años y que vivía sola desde hacía casi 40 años.
En 1987 Keeler participó con Mandy Smith en el video de promoción del disco sencillo Kiss and Tell de Bryan Ferry. En 2001 Keeler trabajó con el periodista Douglas Thompson para escribir su autobiografía titulada The Truth at Last: My Story.

## Muerte
El 5 de diciembre de 2017, Seymour Platt, hijo de Keeler, hizo el anuncio de que su madre había "fallecido anoche cerca de las 11:30 p.m." en el Princess Royal University Hospital en Locksbottom, Greater London. Había estado enferma por varios meses por tener la enfermedad pulmonar obstructiva crónica. Tenía 75 años.